# Platysenta mobilis
Platysenta mobilis är en fjärilsart som beskrevs av Walker 1856. Platysenta mobilis ingår i släktet Platysenta och familjen nattflyn. Inga underarter finns listade i Catalogue of Life.